# Etheostoma cinereum
 Etheostoma cinereum és una espècie de peix de la família dels pèrcids i de l'ordre dels perciformes.

## Morfologia
Els mascles poden assolir els 12 cm de longitud total.

## Distribució geogràfica
Es troba a Nord-amèrica: Virgínia, Kentucky, Tennessee, Geòrgia i Alabama.